# Fanti (gruppo etnico)
I Fanti sono un gruppo etnico Akan stanziato in Africa occidentale.
Originari dei territori a sud del Volta Nero, tra il XVII e il XVIII secolo migrarono sulle coste del Ghana. Secondo Ethnologue, nel 2004 in Ghana la popolazione fanti contava 1 900 000 persone.